# École de l'abbaye de Melk
L'école de l'abbaye de Melk (Allemand: Stiftsgymnasium Melk) est un Gymnasium privé qui est la plus ancienne école d'Autriche. L'école est située dans la célèbre abbaye de Melk.

## Anciens étudiants
- Jacobus Gallus (1550-1591), compositeur de la Renaissance
- Johann Georg Albrechtsberger (1736-1809), compositeur
- Karl Kautsky (1854-1938), théoricien marxiste
- Adolf Loos (1870-1933), architecte
- Albert Paris Gütersloh (1887-1973), peintre
- Leopold Vietoris (1891-2002), mathématicien
- Franz König (1905-2004), cardinal de l'Église catholique
- Georg de Hohenberg (* 1929), duc et prince de Hohenberg
- Josef Hader (* 1962), acteur
- Otto Lechner (* 1964), accordéoniste et compositeur
- Leo Maasburg (*1948), ecclésiastique autrichien